# Fylkesväg 500
Fylkesväg 500 (norska: Fylkesvei 500) är en primär fylkesväg i Kvinnherads kommun i Vestland fylke i västra Norge som går mellan fylkesväg 49 vid byn Austrepollen och färjeläget vid byn Ranavik, där det finns en färjeförbindelse med Skjersholmane på ön Stord.
Vägen är 74,8 kilometer lång och asfalterad. Den passerar bland annat genom tätorterna Rosendal, Seimsfoss, Dimmelsvik, Uskedal, Herøysund, Husnes, Sunde/Valen, Sæbøvik och Eidsvik.

## Anslutningar
Fylkesväg 500 ansluter till:
- Fylkesväg 49 (vid Austrepollen)
- Fylkesväg 48 (vid Årsnes)
- Fylkesväg 548 (vid Sunde/Valen)
- Europaväg 39 (vid Skjersholmane)
- Fylkesväg 543 (vid Skjersholmane)